# پزشکی پیشاتاریخ
تاریخ مکتوبی از دوران ماقبل تاریخ وجود ندارد و لذا تفسیر تاریخچه نوشته نشده آسان نیست. گر چه ممکن است از مطالعه نقشه‌ها، قطعات استخوانی باقی مانده و ابزارهای جراحی انسان اولیه به نگرش انسان نسبت به مشکلات مربوط به بیماری و مرگ نزدیک شد. به نظر می‌رسد انسان، به محض اینکه به مرحله‌ای از استدلال رسید توسط فرایند آزمون و خطا به نخستین تجربیات پزشکی خود دست زد. استفاده از گیاهان به عنوان مواد غذایی منجر به این شد که انسان به کشف خواص سمی و احتمالاً دارویی آنها قادر شده باشد. طب سنتی امروزی که شامل استفاده از محصولات گیاهی، یا گیاهان معطر در درمان بیماریهاست ریشه در این دوران دارد و هنوز هم ادامه دارد.

## استفاده از گیاهان دارویی

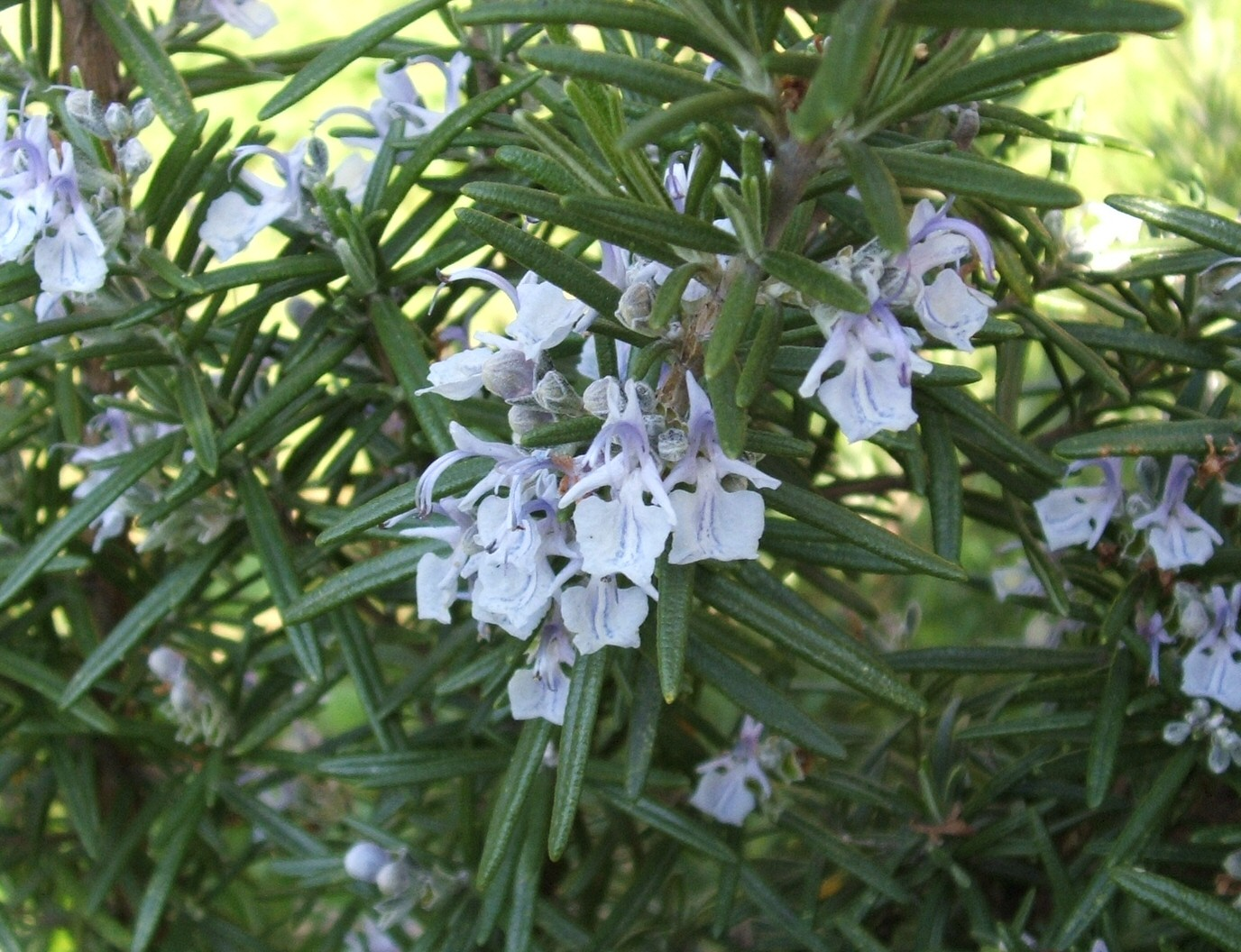
گیاه رزماری احتمالاً از دوران ماقبل تاریخ به علت اثرات دارویی مورد استفاده قرار می‌گرفته‌است.

انسان اولیه در مورد مرگ و بیماری به عنوان پدیده‌های طبیعی می‌نگریست. بیماریهای رایج مانند سرماخوردگی یا یبوست، به عنوان بخشی از وجود پذیرفته شدند و با استفاده از داروهای گیاهی در دسترس درمان می‌شدند. در مورد بیماریهای جدی و ناتوان کننده عقیده کاملاً متفاوتی ایجاد شد و علت آنها را ریشه در منابع غیرطبیعی می‌دانستند. مبشر اولیه این امراض را ناشی از طلسم شدن توسط دشمن، ملاقات با دیوی بد نهاد یا کار خدایان در اثر گناه یا جرمی می‌دانستند. به این صورت که آنها چیزی یا کرمی به درون بدن فرد فرستاده‌اند یا چیزی را از بدن او ستانده‌اند، همچون روح بیمار. درمان بکار گرفته شده در این موارد تطمیع روح سر گردان برای بازگشت به زیستگاه خود در درون بدن یا با استفاده از عصاره‌ها و محلولهای جادویی یا استفاده از ضد طلسم‌ها، مکش از بدن و سایر روشها بود.

## جراحی

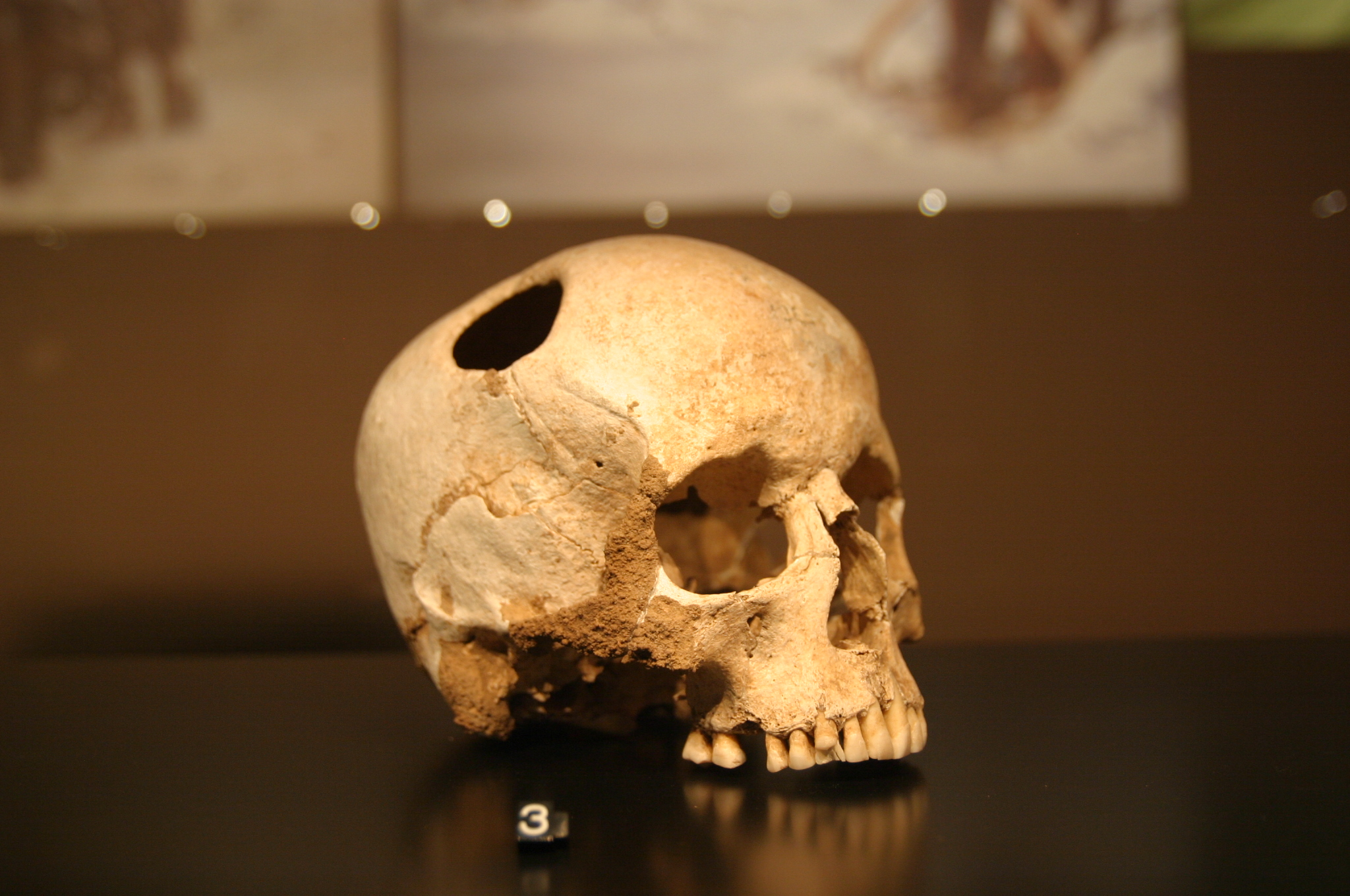
جمجمه‌ای از دختری در ۳۵۰۰ پیش از میلاد که اثرات تره‌پانینگ در آن مشهود است، بیمار پس از آن زنده مانده‌است.

یکی از این روشهای کنجکاوانه برای بیرون کردن بیماری از بدن ایجاد یک سوراخ ۲/۵ تا پنج سانتی‌متر در سطح جمجمه قربانی بود. این روش تره‌پانینگ (trepanning، یا trephining) خوانده می‌شد. جمجمه‌های سوراخ شده از دوران ماقبل تاریخی در انگلیس، فرانسه و دیگر نقاط اروپا و در کشور پرو کشف شده‌است. بسیاری از آنها حاکی از زنده ماندن بیمار و احتمالاً شفا بعد این اقدام است. این روش هنوز هم در میان مردم بدوی در نقاطی از الجزایر، ملانزی، و شاید در جاهای دیگر وجود دارد. هر چند سریعاً در حال از بین رفتن است.

## جادوگری
سحر و جادو و مذهب نقش بزرگی در پزشکی انسان ماقبل تاریخ یا بدوی داشته‌اند. استعمال داروی گیاهی توسط دهان معمولاً طی مراسم خاصی همراه با وردخوانی، رقص، شکلک‌گیری بوده‌است؛ بنابراین، اولین پزشکان جادوگران بوده‌اند. استفاده از طلسمها و اشیاء خوش‌یمن که هنوز در دوران مدرن شایع است این مبدأ باستانی را دارد.

## اثر پلاسبو
جدا از درمان زخم‌ها و شکستگی استخوان، احتمالاً کهن‌ترین جنبه از هنر شفا برای پزشکان بدوی درمان کل بیمار، شامل روان و جسم بوده‌است. این درمان‌ها و داروهای ممکن است هیچ اثر فیزیکی در بدن نداشته باشند ولی با این وجود در بیمار احساس بهتری می‌دهند، درصورتیکه هم پزشکی و هم بیمار به اثر بخشی آن معتقد بودند. این به اصطلاح اثر پلاسبو حتی در طب مدرن و بالینی مورد کاربرد می‌باشد.